# ميلوراد بوبوفيتش
ميلوراد بوبوفيتش هو لاعب كرة قدم صربي في مركز الدفاع، ولد في 18 يناير 1979 في Ruma ‏ في صربيا، وتوفي بنفس المكان في 19 يوليو 2006. لعب مع نادي أو إف كيه بيوغراد ونادي كارلسروه ونادي نورنبرغ.

## وصلات خارجية
- ميلوراد بوبوفيتش على موقع قاعدة بيانات كرة القدم.إي يو (الإنجليزية)
- ميلوراد بوبوفيتش على موقع بيانات كرة القدم. دي إي (الألمانية)
- ميلوراد بوبوفيتش على موقع عالم كرة القدم.نت (الإنجليزية)